# ONE Friday Fights 12
ONE Friday Fights 12: Petsukumvit vs. Kongthoranee (también conocido como ONE Lumpinee 12) fue evento de deportes de combate producido por ONE Championship llevado a cabo el 7 de abril de 2023, en el Lumpinee Boxing Stadium en Bangkok, Tailandia.

## Historia
El evento fue encabezado por una pelea de muay thati de peso mosca entre Petsukumvit Boi Bangna y Kongthoranee Sor Sommai.

## Bonificaciones
Los siguientes peleadores recibieron bonos de ฿350.000.
- Actuación de la Noche: Dentungtong Singha Mawynn, Tubtimthong Sor Jor Lekmuangnon, Zeta Chor Chokamnuay y Samingdam Looksuan